# Gary Scott
Gary Scott (* um 1957) ist ein englischer Badmintonspieler. 

## Karriere
Gary Scott wurde 1975 und 1976 nationaler Juniorenmeister in England. 1975 gewann er Bronze bei den Junioren-Europameisterschaften im Herrendoppel mit Duncan Bridge. 1981 siegte er bei den Irish Open und den Scottish Open. Als Legionär wurde er 1981 und 1982 mit dem 1. BC Beuel deutscher Mannschaftsmeister.

## Sportliche Erfolge
| Saison    | Veranstaltung                             | Disziplin    | Platz | Name |
| --------- | ----------------------------------------- | ------------ | ----- | --- |
| 1975      | England: Einzelmeisterschaft der Junioren | Herreneinzel | 1     | Gary Scott |
| 1975      | Junioren-Europameisterschaft              | Herrendoppel | 3     | Gary Scott / Duncan Bridge |
| 1976      | England: Einzelmeisterschaft der Junioren | Mixed        | 1     | Gary Scott / Karen Puttick |
| 1976      | England: Einzelmeisterschaft der Junioren | Herreneinzel | 1     | Gary Scott |
| 1976      | England: Einzelmeisterschaft der Junioren | Herrendoppel | 1     | Gary Scott / Steve Stranks |
| 1980/1981 | Deutsche Mannschaftsmeisterschaft         | Mannschaft   | 1     | 1. BC Beuel (Karl-Heinz Zwiebler, Roland Maywald, Rainer Wodey, Gary Scott, Dieter Tholen, Marieluise Zizmann, Eva-Maria Zwiebler)                   |
| 1981      | Northumberland International              | Herrendoppel | 1     | Andy Goode / Gary Scott |
| 1981      | Scottish Open                             | Herrendoppel | 1     | Andy Goode / Gary Scott |
| 1981      | Irish Open                                | Herrendoppel | 1     | Gary Scott / Andy Goode |
| 1981/1982 | Deutsche Mannschaftsmeisterschaft         | Mannschaft   | 1     | 1. BC Beuel (Karl-Heinz Zwiebler, Roland Maywald, Rainer Wodey, Gary Scott, Wolfgang Schneider, Frank Thiel, Marieluise Zizmann, Eva-Maria Zwiebler) |
| 1984      | Bermuda International                     | Herreneinzel | 1     | Gary Scott |
| 1984      | Bermuda International                     | Herrendoppel | 1     | Gary Scott / Ian Cummings |
| 1984      | Bermuda International                     | Mixed        | 1     | Gary Scott / Helen Roper |